# Årets julklapp
Årets julklapp är sedan 1988 ett av branschorganisationen Svensk Handels årliga (i november inför julhandeln) uppmärksammanden av en produkt eller ett fenomen som representerar samtiden. Julklappen utses av det av Svensk Handel ägda företaget HUI Research (tidigare kallat Handelns Utredningsinstitut). Sedan 2012 uppmärksammas också en sommarvariant som kallas Årets smultron.
År 2016 uttryckte intresseorganisationen Sveriges Konsumenters generalsekreterare Jan Bertoft
kritik mot Årets julklapp, som enligt honom var ett jippo med syftet att stimulera julhandel. Sophie Nilsonne, analytiker på HUI Research, som 2018 utsåg årets julklapp, sade i en intervju med tidningen Resumé att utmärkelsen Årets julklapp bygger på en "oberoende analys av konsumtionstrender", och att "syftet är inte att driva konsumtion".

## Historik
Årets julklapp skapades 1988 som ett sätt att öka intresset för Handelns utredningsinstituts julhandelsprognos, som trots att den utkommit i mer än 10 år hade låga läsarsiffror.

## Kriterier
Julklappen som väljs ska vara en aktuell produkt som tros kunna sälja bra och även ska kunna anses tidstypisk.
Något eller några av följande kriterier måste uppfyllas:
- Årets julklapp skall representera samtiden.
- Det skall vara en nyhet eller ha ett nyväckt intresse under det snart gångna året.
- Produkten skall svara för ett högt försäljningsvärde eller säljas i ett stort antal enheter

## Årets julklapp genom åren
Följande produkter har sedan starten 1988 utsetts till årets julklapp.
- 1988 – Bakmaskinen
- 1989 – Videokameran
- 1990 – Wokpannan
- 1991 – CD-spelaren
- 1992 – TV-spelet
- 1993 – En doft (parfym)
- 1994 – Mobiltelefonen
- 1995 – CD-skivan
- 1996 – Internetpaketet
- 1997 – Det elektroniska husdjuret (till exempel Tamagotchi)
- 1998 – Dataspelet
- 1999 – Boken
- 2000 – DVD-spelaren
- 2001 – Verktyget
- 2002 – Kokboken (som förklaring angavs sänkt bokmoms, TV-kockar samt ett nyväckt intresse för matlagning[5])
- 2003 – Mössan
- 2004 – Platt-TV:n
- 2005 – Ett pokerset (under året hade flera TV-program lanserat poker, speciellt Texas Hold Em[källa behövs])
- 2006 – Ljudboken
- 2007 – GPS-mottagaren
- 2008 – En upplevelse
- 2009 – Spikmattan
- 2010 – Surfplattan
- 2011 – Den färdigpackade matkassen (från exempelvis matkasseföretag eller livsmedelsbutiker)
- 2012 – Hörlurarna[7]
- 2013 – Råsaftcentrifugen
- 2014 – Aktivitetsarmbandet
- 2015 – Robotdammsugaren[6]
- 2016 – VR-glasögon[8]
- 2017 – Elcykeln[9]
- 2018 – Det återvunna plagget[10]
- 2019 – Mobillådan[11]
- 2020 – Stormköket[12]
- 2021 – Evenemangsbiljetten[13]
- 2022 – Det hemstickade plagget[14]
- 2023 – Sällskapsspelet[15][16]
- 2024 – Unisexdoften[17]

## Rapportering

### 2016
Flera stora medier ägnar årligen kampanjen mycket uppmärksamhet, år 2016 med nyhetsflashar och extrasändningar. Kampanjen ansågs av Sveriges Radio-journalisten Johan Cedersjö möjligen vara en av de största PR-succéerna i Sverige.:08:58–09:07 Johanna Alskog, redaktör på nättidningen Altinget, var kritisk och undrade retoriskt om det är journalistikens uppgift att trigga julhandeln.:03:07–03:55 Johanna Look, PR-chef på PR-byrån Westander, kallade Året julklapp för "ett exempel på ett klassiskt PR-arbete", där "priset används för att främja svensk handel, år efter år".:04:09–04:18 Hon uppskattade värdet av rapporteringen till flera miljoner kronor, särskilt mot bakgrund av att medier tog upp kampanjen på nyhetsplats, snarare än reklamplats.:04:18–04:40 Den bloggandet journalisten Nick Näslund ansåg att det för 2016 års julklapp VR-glasögon var "fantastiskt upplagt" för journalister att åka och testa produkten hos säljare.:05:46–06:15 Sveriges Radio-journalisten Jörgen Huitfeldt:06:57 jämförde Årets julklapp med Fars dag och Halloween och ansåg utmärkelsen etablerad och att "ofta har dom faktiskt rätt".:08:18–08:32